# Vittra
Vittra è il primo album in studio del gruppo musicale black metal svedese Naglfar, pubblicato nel 1995 dall'etichetta discografica Regain Records.
| Recensione        | Giudizio |
| ----------------- | -------- |
| Rock Hard tedesco | [ 2 ]    |

## Il disco
Uscito a metà degli anni novanta rappresenta uno dei primi esempi di black metal melodico. Le composizioni pur mantenendo gli elementi tipici del genere, come il tremolo picking estremamente distorto e la velocissima esecuzione di ritmi alla batteria, presentano vari intermezzi acustici,  inserti di tastiera e assoli di chitarra  melodici. La voce del cantante è un feroce screaming che in alcuni canzoni viene accompagnato dal growl di Peter Tägtgren. Lo stesso Tägtgren ha anche contribuito alla realizzazione del disco occupandosi dell'ingegneria del suono.

I testi, narrati in prima persona, adottano un registro evocativo e trattano tematiche occulte con riferimenti alla tradizione scandinava. Esempio suggestivo è un passaggio estrapolato dal primo brano:
L'album è stato ristampato dalla Regain Records nel 2002, anche in formato LP, e nel 2007 con l'aggiunta di tre tracce bonus tra cui le cover di The Evil That Men Do degli Iron Maiden e di Pleasure to Kill dei Kreator.

## Tracce
Testi di Rydén, Nilsson, Olivius, musiche di Naglfar.
1. As the Twilight Gave Birth to the Night – 6:27
2. Enslave the Astral Fortress – 5:06
3. Through the Midnight Spheres – 5:27
4. The Eclipse of Infernal Storms – 4:18
5. Emerging from Her Weepings – 6:41
6. Failing Wings – 4:10
7. Vittra – 2:54
8. Sunless Dawn – 4:54
9. Exalted Above Thrones – 6:44

Tracce bonus ristampa 2007
1. 12th Rising – 4:24
2. The Evil That Men Do (cover degli Iron Maiden) – 4:45
3. Pleasure to Kill (cover dei Kreator) – 3:58

## Formazione
- Jens Rydén – voce, tastiera
- Andreas Nilsson – chitarra, tastiera, voce (traccia 7)
- Morgan Hansson – chitarra
- Kristoffer Olivius – basso

Collaborazioni
- Joakim Sterner – batteria
- Peter Tägtgren – voce addizionale (tracce 3, 5, 7)